# Beatriz Capotosto
Beatriz Capotosto, född 16 maj 1962, död 20 december 2018, var en argentinsk friidrottare. Hon deltog vid olympiska sommarspelen 1984.